# دبلوماسية الباندا

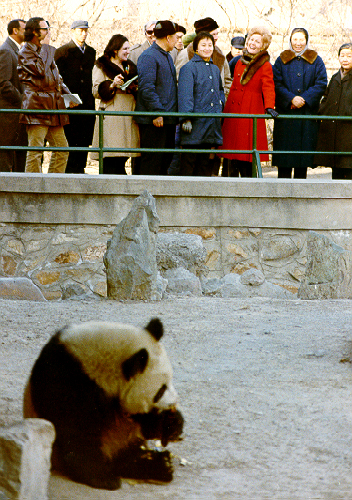
السيدة الأولى الأمريكية بات نيكسون تشاهد معرض حديقة حيوان الباندا في فبراير 1972

دبلوماسية الباندا هي استخدام الصين للباندا العملاقة كهدايا دبلوماسية للدول الأخرى. والهدايا الدبلوماسية هي هدايا تقدمها الدول لبعضها بهدف تقوية العلاقات فيما بينها.
كانت هذه الممارسة موجودة منذ عهد أسرة تانغ، عندما أرسلت الإمبراطورة وو زيتيان زوجًا من الباندا إلى الإمبراطور تينمو الياباني في عام 685. أُستخدم مصطلح «دبلوماسية الباندا» لأول مرة في الحرب الباردة.

## الباندا في السياسة الصينية
استخدمت جمهورية الصين الشعبية دبلوماسية الباندا في الخمسينيات وأصبحت معروفة في العقود الأخيرة بهذه الممارسة. بين عامي 1957 و 1983، تم منح 24 باندا إلى تسع دول لتكوين صداقات. وشملت هذه الدول التسع الاتحاد السوفياتي، وجمهورية كوريا الشعبية الديمقراطية (ما سيعرف لاحقًا باسم كوريا الشمالية)، والولايات المتحدة الأمريكية (بسبب زيارة الرئيس نيكسون)، والمملكة المتحدة (بسبب زيارة رئيس الوزراء إدوارد هيث). كان هذا عندما كان ماو تسي تونغ هو رئيس الصين.[بحاجة لمصدر] ذهب الرئيس نيكسون إلى الصين في زيارة وصرح ماو تسي تونغ أنهم سيرسلون اثنين من حيوانات الباندا إلى حديقة الحيوانات الموجودة في أمريكا. في مقابل هذه الباندا التي ارسلها الصينيون، رد الرئيس نيكسون الهدية بإهداء اثنين من ثيران المسك للصينيين. تُظهر هذه الهدية ان بين الصين والولايات المتحدة علاقة دبلوماسية قوية.
عند إرسال الباندا في أبريل 1972، تبرعت السيدة الأولى بات نيكسون بالباندا إلى حديقة الحيوانات الوطنية في واشنطن العاصمة، حيث رحبت الحديقة بها في حفل رسمي. زار أكثر من عشرين ألف شخص الباندا في اليوم الأول من ظهورها، وجاء ما يقدر بنحو 1.1 مليون زائر لرؤيتها في السنة الأولى لها فيها في الولايات المتحدة. وكانت الباندا تحظى بشعبية كبيرة وكان ينظر على هدية الصين باعتبارها نجاحاً دبلوماسياً هائلاً، ودليل على حرص الصين في اقامة العلاقات مع الولايات المتحدة  وكان الأمر ناجحاً لدرجة أن رئيس الوزراء البريطاني إدوارد هيث طلب باندا ايضاً للمملكة المتحدة خلال زيارة إلى الصين في عام 1974. وبذلك أُرسلت باندا شيا تشيا وتشينغ تشينغ إلى حديقة حيوان لندن بعد بضعة أسابيع.
حديقة حيوان شيانغ ماي هي حديقة حيوان افتتحت عام 1977 في تايلاند. وهي تقع على طريق Huay Kaew غرب جامعة شيانغ ماي. قبل أن تفتح كحديقة حيوانات رسمية للجمهور في عام 1977، كانت منطقة اعتنى فيها هارولد ماسون يونغ بالحيوانات المصابة. أبقى المنطقة مفتوحة للجمهور حتى يتمكن المجتمع من رؤية ما فعله لرعاية العديد من الحيوانات. عندما فتحت حديقة الحيوانات، كانت أول حديقة حيوان تجارية في تايلاند.
بدأ دنغ شياو بينغ عملية استخدام الباندا في الهدايا في عام 1984، بدءًا من تقديم الصين اثنين من الباندا إلى لوس أنجلوس خلال دورة الألعاب الأولمبية لعام 1984 مقابل 50.000 دولار شهريًا لكل باندا. انتهت هذه الممارسة في عام 1991 لصالح القروض طويلة الأجل. وبدلاً من ذلك، بدأت الصين في تقديم الباندا للدول الأخرى فقط على قروض مدتها عشر سنوات. تتضمن شروط القروض القياسية رسومًا تصل إلى 1,000,000 دولار أمريكي سنويًا. منذ عام 1998، وبسبب دعوى قضائية من الصندوق العالمي للحياة البرية، سمحت خدمة الأسماك والحياة البرية الأمريكية لحديقة الحيوانات الأمريكية باستيراد الباندا فقط إذا استطاعت حديقة الحيوان ضمان أن توجه الصين أكثر من نصف رسوم قروضها إلى جهود الحفاظ على حيوانات الباندا البرية الموطن. اعتبر إهداء اثنين من الباندا لهونغ كونغ في عام 2007 على أنه خارج نطاق دبلوماسية الباندا.
بعد زلزال عام 2008 الذي جعل العديد من المرافق معطلة، احتاج 60 باندا سكنًا جديدًا، فتم منح معظمها للدول التي لديها اتفاقيات تجارية مع الصين منذ عام 2009 أو الدول التي زودت الصين بالموارد اللازمة. هناك ارتباط قوي بين هدايا الباندا والدول التي تمد الصين باليورانيوم.
أصبحت الباندا رموزًا دبلوماسية مهمة، ليس فقط للصين. في زيارة قام بها هو جين تاو لليابان في مايو 2008، أعلنت الصين عن اهداء اثنين من الباندا لليابان. ونُقل عن الرئيس قوله: «الباندا العملاقة تحظى بشعبية كبيرة بين اليابانيين، وهي رمز للعلاقات الودية بين اليابان والصين». غالبًا ما يُنظر إلى الإجراءات التي تتخذها البلدان الأخرى باستخدام الباندا على أنها محملة بالمعنى. على سبيل المثال، قلق الدبلوماسيون البريطانيون من أن نقل الباندا عام 1964 من حديقة حيوانات لندن إلى موسكو سيؤدي إلى تدهور العلاقات الصينية السوفيتية. في يناير 2006، صور نائب وزير الخارجية الأمريكي روبرت زوليك وهو يعانق شبل الباندا البالغ من العمر 5 أشهر خلال زيارته لمقاطعة سيتشوان. بث الصورة على نطاق واسع من قبل وسائل الإعلام الصينية وتم تفسيرها على أنها علامة على أن زوليك دعمت علاقات أفضل بين الصين والولايات المتحدة.
في 16 أبريل 2014، خططت الصين لإرسال زوج من الباندا يدعى فو وا وفنغ يي إلى ماليزيا للاحتفال بعلاقاتهما الدبلوماسية لمدة 40 عامًا ولكن تم تأجيلهما بعد مأساة MH370 . وصلت الباندا في وقت لاحق إلى مطار كوالالمبور الدولي في 21 مايو 2014 ووضعا في حديقة حيوان ماليزيا الوطنية.
في الآونة الأخيرة، وافقت فنلندا على رعاية اثنين من الباندا العملاقة. خلال نفس الزيارة، ووفقًا للممارسة المعتادة خلال زيارات الحكومة، أكدت فنلندا أنها ستلتزم بسياسة الصين. وصل اثنان من الباندا هما Cai Tao و Hu Chun إلى جاكرتا في عام 2017 ليتم وضعهما في Taman Safari في Bogor كجزء من الاحتفالات بالذكرى الستين للعلاقات بين الصين وإندونيسيا. آخر اهداء للباندا كان في 5 يونيو 2019 عندما قدم الرئيس الصيني شي جين بينغ اثنين من الباندا العملاقة لحديقة حيوان موسكو الروسية في زيارة رسمية باعتبارها «علامة على الاحترام والثقة». ستقيم الباندا، رو يي البالغة من العمر عامين والانثى دينج دينج البالغة من العمر عامًا، في جناح تم بناؤه حديثًا وستكون معارة إلى حديقة الحيوانات لمدة 15 عامًا.
في عام 2003، أرسلت الصين إلى تايلاند اثنين من الباندا الشعبية، تشوانغ تشوانغ ولين هوي إلى حديقة حيوان شيانغ ماي. كانت تعيش في حديقة حيوان شيانغ ماي منذ ذلك الحين ولكن في عام 2007 تم وضع Chuang Chuang على نظام غذائي بسبب السمنة. في سبتمبر 2019، توفي Chuang Chuang فجأة مما تسبب في الكثير من الغضب. بدأ الجمهور في إلقاء اللوم على هذا الحادث على دبلوماسية الباندا الصينية. اعتقدوا أن إرسال الحيوانات العملاقة إلى الخارج إلى دول أخرى لم يعد فكرة جيدة وكان سيئًا لصحة الحيوانات. يمكن أن يؤدي أيضًا إلى انخفاض عدد الحيوانات المهددة بالانقراض التي كانت ترسل للخارج.
حفظ الباندا مكلف للغاية. إلى جانب تكلفة «الإيجار» من الصين، فإن الحصول على ما يكفي من الخيزران أمر مكلف للغاية. تنفق حديقة حيوانات إدنبرة 107000 دولار سنويًا لإطعام حيواني الباندا. تسبب هذا في أن تطلب حديقة الحيوانات تبرعات من الخيزران، وكذلك البستانيين المحليين لبدء زراعة الخيزران في عام 2011.
افتتحت حديقة حيوان كوبنهاغن مسكن باندا في عام 2019 لاثنين من الباندا المستأجرة من الصين لمدة 15 عامًا بسعر مليون دولار سنويًا. الضميمة نفسها كلفت 24 مليون دولار، على الرغم من أنها كانت ممولة من القطاع الخاص. وقالت إيفا فليفولم، عضو البرلمان الدنماركي للتحالف الأحمر والأخضر، في بيان إن «الدنمارك تحصل على الباندا لأننا أسقطنا انتقاداتنا للقمع الصيني للتبت، ولأن انتهاكات حقوق الإنسان الصينية لا يتم انتقادها كثيرا.» تم توقيع 40 اتفاقية تجارية جديدة مع الصين مع اتفاقية اقراض الباندا في عام 2019.

## تقديم باندا كهدية لتايوان

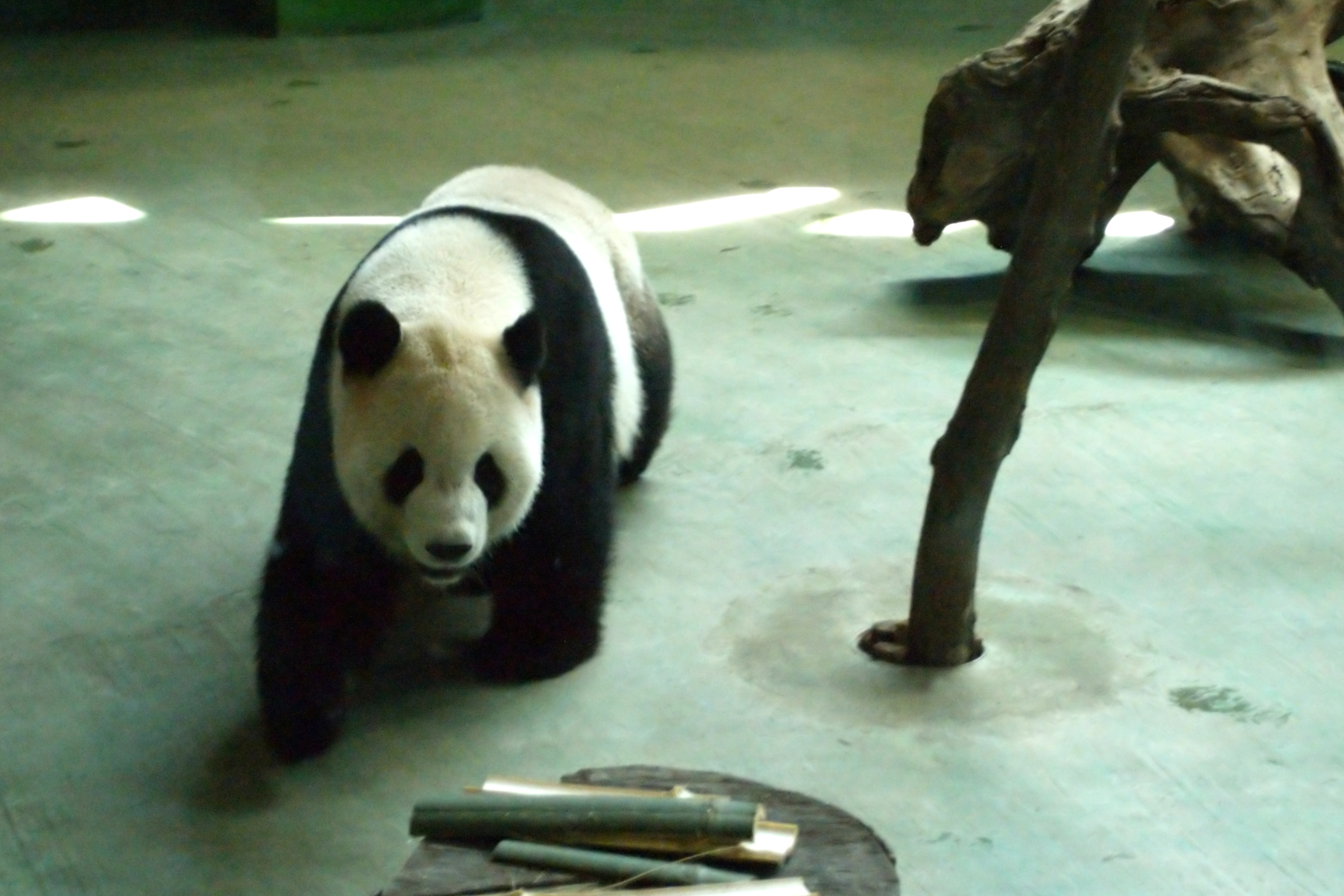
الباندا العملاقة في حديقة حيوان تايبيه

في عام 2005، زار ليان تشان، رئيس حزب الكومينتانغ، حزب المعارضة آنذاك في تايوان، البر الرئيسي للصين. كجزء من المحادثات بين ليان تشان والحزب الشيوعي الصيني، قدم اثنين من الباندا (سميت لاحقًا Tuan Tuan و Yuan Yuan، بمعنى «لم الشمل» بلغة الماندرين) كهدية لشعب تايوان.
في حين كانت الفكرة شائعة لدى الجمهور التايواني، إلا أنها أثبتت أنها صعبة مع حكومة جمهورية الصين (ROC) في تايوان، ثم بقيادة الحزب التقدمي الديمقراطي (DPP). يدعم الحزب الديمقراطي التقدمي استقلال تايوان ويعارض التوحيد مع جمهورية الصين الشعبية، ورأى هدية الباندا على أنها محاولة من الحزب الشيوعي الصيني لجذب حكومة تايوان إلى «الوحدة». في حين قدمت العديد من حدائق الحيوانات في تايوان عطاءات لاستضافة الباندا، أثارت حكومة جمهورية الصين اعتراضات، ظاهريًا على أساس أن الباندا ليست مناسبة للمناخ التايواني وأن تايوان لم يكن لديها الخبرة في تربية الباندا بنجاح. ومع ذلك، كان من المفهوم على نطاق واسع أن هذه الاعتبارات السياسية من قبل الحكومة التي يقودها الحزب التقدمي الديمقراطي تهدف للحفاظ على بعدها عن حكومة جمهورية الصين الشعبية. وهناك مسألة فنية أخرى هي نزاع حول تطبيق اتفاقية التجارة الدولية بالأنواع المهددة بالانقراض (CITES). في عام 1998، عرضت الصين على تايوان اثنين من الباندا العملاقة مقابل السلام في زمن الحرب. أصرت جمهورية الصين الشعبية على أن النقل من البر الرئيسي للصين إلى تايوان كان نقلًا محليًا، لا يخضع لـ CITES، في حين اعترضت حكومة تايوان على هذا الأمر ولم تقبل الباندا بدون إجراءات CITES. في 11 مارس 2006، رفضت جمهورية الصين الشعبية العرض رسميًا، حيث أوضح الرئيس تشين شوي بيان في رسالته الإخبارية الأسبوعية: «بيان يحث بإخلاص القادة الصينيين على ترك الباندا العملاقة في موطنها الطبيعي، لأن الباندا تربيتها في أقفاص أو تقديمها كهدايا ستجعلها غير سعيدة».
بعد تغيير الحكومة في تايوان، في يوليو 2008، أعلنت حكومة جمهورية الصين بقيادة الكومينتانغ أنها ستقبل هدية اثنين من الباندا العملاقة البالغة من العمر أربع سنوات. في ديسمبر 2008، وافقت الحكومة على استيراد الباندا. وصل توان توان ويوان يوان إلى حديقة حيوان تايبيه في وقت لاحق من نفس الشهر، وانتشترت على الأخبار الدولية.
ورداً على عملية النقل، ذكرت أمانة اتفاقية الاتجار الدولي بأنواع الحيوانات والنباتات البرية المعرضة للانقراض أن نقل الباندا مسألة تتعلق «بالتجارة الداخلية أو المحلية»، ولذلك لا يلزم إبلاغها للاتفاقية. وسرعان ما أصدرت ROC ردًا على بيان CITES وأوضحت أن إجراءات النقل تتبع عن كثب عملية النقل من بلد إلى آخر. وأشار ROC أيضا إلى أن مثل هذه الإجراءات لن تكون ضرورية إذا كان نقل داخلي / محلي. ولاحظت ROC كذلك أن تايوان ليست من الدول الموقعة على اتفاقية CITES وبالتالي فهي غير ملزمة بإبلاغ أمانة اتفاقية CITES بقبولها للباندا.

## حيوانات أخرى كهدايا دبلوماسية
على الصعيد الدولي، تستخدم الحيوانات النادرة الأخرى كهدايا دبلوماسية / سياسية أيضًا. على سبيل المثال، في الفترة التي سبقت دورة الألعاب الأولمبية في بكين عام 2008، أعطت الحكومة المركزية الصينية إلى هونج كونج خمسة من سمك الحفش الصيني، التي ترمز إلى الحلقات الأولمبية الخمس.
في عام 2009، أعلنت حكومة جزر سيشيل عن هديتها من زوج من السلاحف العملاقة من نوع الدابرا إلى معرض إكسبو العالمي 2010 في شنغهاي احتفالاً بالذكرى الستين لتأسيس جمهورية الصين الشعبية، وتقديراً لمساعدة الصين الصغيرة أمة معزولة مع نفقات المشاركة في المعرض. سيتم الاحتفاظ بالسلحفاة في حديقة حيوانات شنغهاي .
تقدم حكومة منغوليا الخيول لكبار الشخصيات الزائرة. ومن أولئك الذين استلموا خيول من منغوليا كهدية: رئيس كوريا الجنوبية بارك جيون هاي، نائب رئيس الهند محمد حامد أنصاري، رئيس وزراء الهند ناريندرا مودي، والولايات المتحدة. وزير الدفاع تشاك هاجيل.
تعتزم الفلبين إقراض زوج من النسور الفلبينية إلى سنغافورة في عام 2019 لمدة عشر سنوات كمحاولة لتعزيز العلاقات بين البلدين . كما تعتبر الحكومة الفلبينية هذه الخطوة بمثابة «بوليصة تأمين» في محاولة لحماية مجموعات الأنواع المهددة بالانقراض في حالة تفشي وباء إنفلونزا الطيور للسكان الأصليين في الفلبين.
تقديم الحيوانات كهدايا لكبار الشخصيات هو طقس مستمر يعود إلى قرون مضت. توضح أغنية Roland مدى شيوع هذه الممارسة في أنه حتى هذه القصيدة، التي ركزت بشكل كبير على مشاهد المعركة والشجاعة والفروسية خلقت مساحة لوصف جاذبية وإغراء امتلاك الحيوانات الغريبة.